# Scalanago
Scalanago is een monotypisch geslacht van straalvinnige vissen uit de familie van zeepalingen (Congridae).

## Soort
- Scalanago lateralis Whitley, 1935